# گائل موتورل
گائل موتورل (فرانسوی: Gaël Monthurel‎؛ زادهٔ ۲۲ ژانویهٔ ۱۹۶۶) بازیکن هندبال اهل فرانسه بود.
وی در بازی‌های المپیک تابستانی ۱۹۹۲ به مدال برنز رسیده‌است.